# Gymnostreptus parasitarius
Gymnostreptus parasitarius är en mångfotingart som beskrevs av Christoph D. Schubart 1947. Gymnostreptus parasitarius ingår i släktet Gymnostreptus och familjen Spirostreptidae. Inga underarter finns listade i Catalogue of Life.